# Volkswagen I.D. R
La Volkswagen I.D. R (scritto anche come ID R) è una vettura sport prototipo elettrica costruita dalla scuderia tedesca Volkswagen Motorsport, facente parte del Progetto ID di Volkswagen. È la prima auto da corsa elettrica progettata da Volkswagen.

## Specifiche tecniche
La Volkswagen ID R è dotata di due motori elettrici, situati su ciascun asse, che erogano complessivamente una potenza di 680 CV e una coppia di 649 Nm. L'ID R pesa meno di 1.100 kg e accelera da 0 a 97 km/h in 2,25 secondi. Il telaio è stato sviluppato congiuntamente con l'azienda francese Norma. I motori elettrici, sviluppati dalla Integral Powertrain, sono stati premiati nel 2018 dalla Dewar Trophy.

### Storia
In seguito allo scandalo dei motori diesel che ha coinvolto Volkswagen nel 2015, l'azienda decise di ritirarsi dagli sport motoristici come il World Rally Championship, il Rally Dakar e la 24 Ore di Le Mans, per concentrarsi sullo sviluppo di veicoli elettrici sia stradali che da competizione.

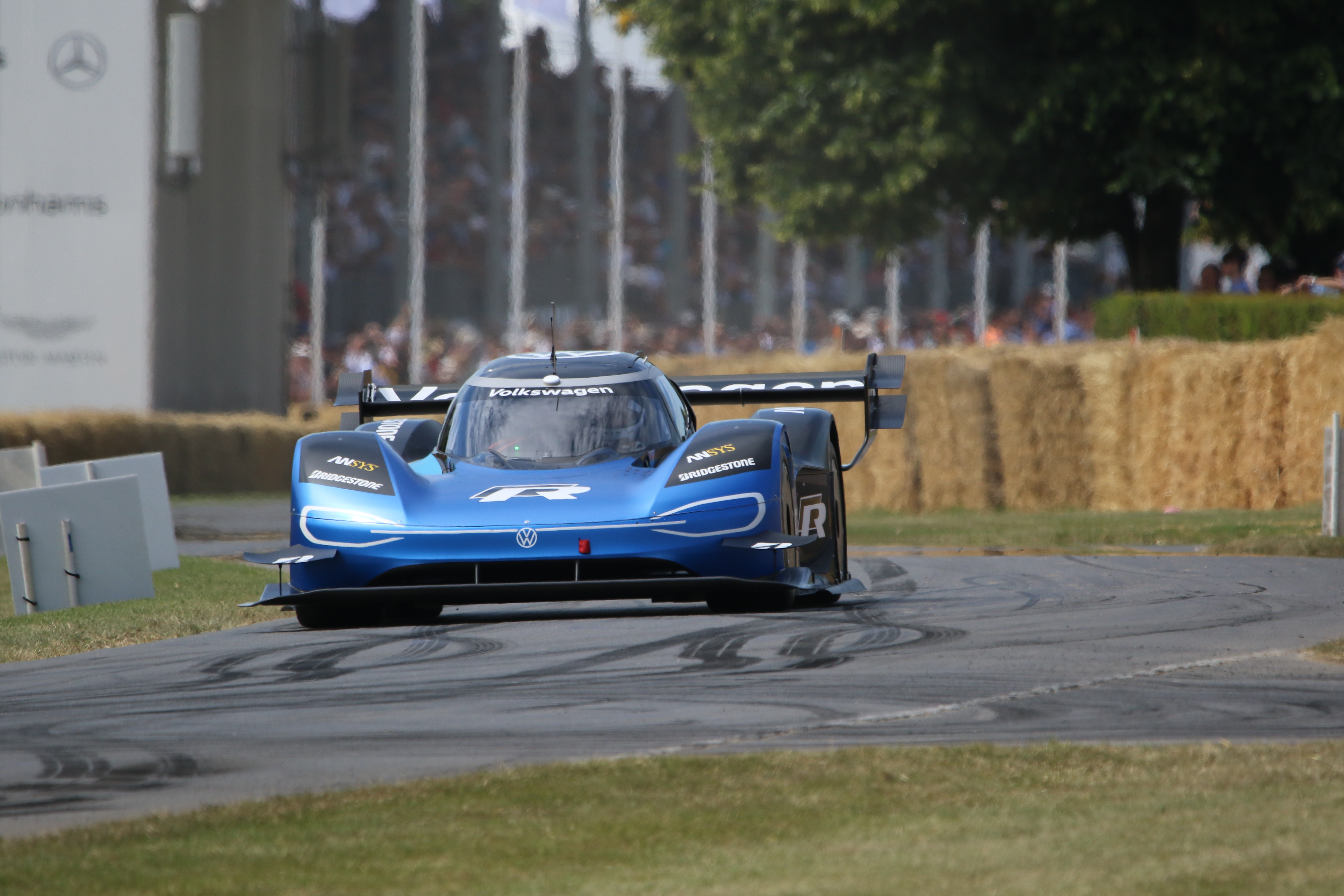
La Volkswagen ID R a Goodwood nel 2019

La Volkswagen ID R ha debuttato alla Pikes Peak International Hill Climb svoltasi a Colorado Springs il 24 giugno 2018 con alla guida Romain Dumas, vincendo l'edizione 2018. L'ID R è diventata la prima vettura a completare la salita in meno di otto minuti stabilendo il record assoluto della competizione in 7:57.148, battendo il precedente record assoluto stabilito da Sébastien Loeb sulla Peugeot 208 T16 Pikes Peak. La velocità media durante la salita è stata di 150,9 km/h.
Il 3 giugno 2019 l'ID.R ha stabilito il giro record in pista per veicoli elettrici sul circuito del Nürburgring Nordschleife, ultimando un giro con il tempo di 6:05,336, battendo il tempo record precedentemente stabilito dalla NIO EP9, con alla guida il pilota Romain Dumas. Nell'estate 2019, l'ID R con alla guida Romain Dumas ha stabilito il tempo record assoluto al Goodwood Festival of Speed Hillclimb, percorrendo i 1860 metri della salita di Goodwood con un tempo di 39,90 secondi e battendo di 1,7 secondi il precedente record fatto registrare da Nick Heidfeld a bordo di una McLaren-Mercedes MP4/13 nel 1999.